# 垂拱
垂拱（すいきょう）は、唐の睿宗李旦の治世に使用された元号。685年-688年。武則天による実質的な権力掌握が行われ、一般的には武則天の年号として取扱う。

## 西暦・干支との対照表
| 垂拱 | 元年  | 2年   | 3年   | 4年   |
| 西暦 | 685年 | 686年 | 687年 | 688年 |
| 干支 | 乙酉  | 丙戌  | 丁亥  | 戊子  |